# Губин, Павел Дмитриевич (хоккеист с мячом)
Павел Дмитриевич Губин (1929—1971) — советский игрок в хоккей с мячом, нападающий, мастер спорта СССР (1950).

## Карьера
Начал заниматься хоккеем с мячом в 1943 году в Свердловске на Стадионе пионеров и школьников, в сезоне 1948/49 — в юношеской команде свердловского «Спартака».
В 1949—1961 годах был игроком команды ОДО/СКА (Свердловск). Несколько сезонов был одним из ведущих игроков ОДО/СКА, выступал на позиции левого нападающего. В составе армейцев Свердловска пять раз (1950, 1953, 1956, 1958, 1960) побеждал в чемпионатах СССР, трижды становился серебряным (1951, 1955, 1957) и один раз (1952) бронзовым призёром чемпионатов СССР. Обладатель Кубка РСФСР (1951), чемпион РСФСР (1952), серебряный призёр Спартакиады народов РСФСР (1958).
В составе второй сборной СССР стал победителем Московского международного турнира 1956 года.
Также играл в хоккей с шайбой за свердловский «Спартак» (февраль — март 1949).
В сезоне 1954 года играл в футбол на позиции защитника за команду ОДО (Свердловск).
Преждевременно завершил игровую карьеру из-за тяжёлого заболевания.
В дальнейшем работал тренером по хоккею с шайбой, сначала тренером «Спартака» (1962—1965), а позже в спортивных школах «Спартаковец» и «Юность» (все — Свердловск).
Судья республиканской категории по хоккею с мячом (1964).
Окончил Омский государственный институт физической культуры.
В последние годы жизни работал заведующим кафедрой физического воспитания Уральской государственной консерватории.
Скончался 25 ноября 1971 года в Свердловске. Похоронен на Сибирском кладбище.

### Комментарии
1. ↑  Количество игр и голов за клуб(ы) в высшем дивизионе чемпионатов СССР
2. ↑  Приблизительные данные